# Décès en 1980
Décès
- 1976
- 1977
- 1978
- 1979
- 1980
- 1981
- 1982
- 1983
- 1984

Cet article présente une liste de personnalités mortes au cours de l'année 1980.

Les mois de l'année font également l'objet de listes spécifiques :

## Décès par mois

### Inconnu
- Tatu Boulach, révolutionnaire communiste avare.
- Abdollah Davami, chanteur et pédagogue iranien (° 1899).
- Édouard Eveno, peintre paysagiste, portraitiste et sculpteur animalier français (° 11 septembre 1884).
- Hourie Ipékian, poétesse arménienne (° 1919).
- Alfred Ernest Peter, peintre naïf suisse (° 22 février 1890).
- Willy-André Prestre, voyageur et écrivain suisse (° 1895).

### Janvier
- 3 janvier :
  - Lucien Buysse, coureur cycliste belge (° 11 septembre 1892).
  - Alexander Svechnikov, musicien et chef de chœur russe puis soviétique (° 11 septembre 1890).
- 4 janvier : Joy Adamson, écrivain et naturaliste américain (° 20 janvier 1910).
- 6 janvier : 
  - Nicanor Villalta, matador espagnol (° 20 novembre 1897 ou 10 décembre 1899 selon les biographes).
  - Benjamín Palencia, peintre espagnol (° 7 juillet 1894).
- 7 janvier : Sarah Selby, actrice américaine (° 30 août 1905).
- 9 janvier : Gaetano Belloni, coureur cycliste italien (° 26 août 1892).
- 10 janvier : 
  - Pierre Leemans, musicien et compositeur de musique classique belge (° 31 mai 1897).
  - César Pinteau, footballeur français (° 7 janvier 1910)[1].
- 15 janvier : Kálmán Pongrácz, homme politique hongrois (° 11 octobre 1898).
- 18 janvier :
  - Cecil Beaton, photographe et designer britannique (° 14 janvier 1904).
  - David Seifert, peintre russe puis soviétique (° 31 décembre 1896).
- 20 janvier : Raúl Apold, journaliste, producteur de cinéma, haut fonctionnaire et homme politique argentin (° 9 novembre 1898).
- 21 janvier : 
  - Michel Adlen, peintre et graveur russe puis soviétique (° 15 mai 1898).
  - Georges Painvin, cryptographe et industriel français (° 28 janvier 1886).
- 27 janvier : Hans Aeschbacher, sculpteur abstrait suisse (° 18 janvier 1906).
- 28 janvier : Franco Evangelisti, compositeur italien (° 21 janvier 1926).
- 30 janvier : William Peden, coureur cycliste canadien (° 16 avril 1906).

### Février
- 1er février : Gastone Nencini, coureur cycliste italien (° 1er mars 1930).
- 2 février :
  - Joseph Fontanet, homme politique français (° 9 février 1921).
  - Sonam Narboo, homme politique ladakhi (° 27 mai 1909).
- 3 février : Margit Sielska-Reich, peintre ukrainienne (° 26 mai 1900).
- 4 février : Stojan Aralica, peintre serbe puis yougoslave (° 24 décembre 1883).
- 8 février : Francesco Zucchetti, coureur cycliste italien (° 14 avril 1902).
- 9 février : Ernest Bodini, Footballeur français (° 22 mai 1934)[2].
- 13 février : 
  - Marian Rejewski, cryptologue polonais (° 16 août 1905).
  - David Janssen, acteur et compositeur américain (° 27 mars 1931).
- 14 février :
  - Marie Besnard, bonne dame de Loudun (° 15 août 1896).
  - Rza Tahmasib, acteur russe puis soviétique (° 20 avril 1894).
- 17 février :
  - Venusto Papini, peintre italien (° 3 juin 1899).
  - Graham Sutherland, artiste britannique (° 24 août 1903).
- 19 février : Bon Scott (Ronald Belford de son vrai nom), chanteur du groupe AC/DC (° 9 juillet 1946).
- 20 février : Llamil Simes, footballeur argentin (° 20 janvier 1923).
- 21 février : Camille Graeser, peintre, architecte d'intérieur, designer et graphiste suisse (° 27 février 1892).
- 22 février : Oskar Kokoschka, peintre autrichien (° 1er mars 1886).
- 23 février : Hans Hüttig, officier SS (° 5 avril 1894).
- 24 février : John Darrow, acteur américain (° 17 juillet 1917).
- 27 février :
  - André Fouda, homme politique camerounais (° 1906).
  - George Tobias, acteur américain (° 14 juillet 1901).
- 28 février : Jadwiga Jędrzejowska, joueuse de tennis polonaise (° 15 octobre 1912).
- 29 février : Gil Elvgren, artiste américain (° 15 mars 1914).

### Mars
- 1er mars :
  - Dixie Dean, footballeur international anglais (° 22 janvier 1907).
  - Anna Ticho, peintre israélienne (° 27 octobre 1894).
- 2 mars : Jarosław Iwaszkiewicz, 86 ans, écrivain et dramaturge polonais (° 20 février 1894).
- 5 mars :
  - John Skeaping, peintre et sculpteur anglais (° 9 juin 1901).
  - Jay Silverheels, acteur canadien (° 26 mai 1912).
- 14 mars :
  - Henri Bellivier, coureur cycliste français (° 6 juin 1890).
  - Manlio Brosio, homme politique et diplomate italien (° 10 juillet 1897).
- 17 mars :  Rudolf Escher, compositeur néerlandais (° 8 janvier 1912).
- 18 mars : Tamara de Lempicka, peintre américain d'origine polonaise (° 16 mai 1898).
- 24 mars : Mgr Romero, archevêque catholique de San Salvador (° 15 août 1917).
- 25 mars : Michele Motta, coureur cycliste italien (° 12 septembre 1921).
- 26 mars : Roland Barthes, écrivain et critique français (° 12 novembre 1915).
- 28 mars : Dick Haymes, chanteur et acteur américano-argentin (° 13 septembre 1918).
- 29 mars :
  - Serge Kislakoff, peintre français d'origine russe (° 14 décembre 1897).
  - Vicente López Carril, coureur cycliste espagnol (° 2 décembre 1942).
- 30 mars : Simone Breton, première épouse d’André Breton et personnalité du groupe surréaliste parisien de 1921 à 1929 (° 5 mai 1897).
- 31 mars : Jesse Owens, sprinteur américain (° 12 septembre 1913).

### Avril
- 2 avril : Edmund Burns, acteur américain (° 27 septembre 1892).
- 4 avril : Pedro Laza, compositeur et musicien colombien (° 2 décembre 1904).
- 7 avril : Armando Miranda, footballeur brésilien (° 12 décembre 1939).
- 9 avril : Mohammed Bakr al-Sadr, homme politique et religieux chiite irakien (° 1er mars 1935).
- 11 avril : Maurice Blomme, coureur cycliste belge (° 29 octobre 1926).
- 14 avril : Ferenc Farkas de Kisbarnak, chef scout et général hongrois (° 27 mars 1892).
- 15 avril : Jean-Paul Sartre, philosophe et écrivain français (° 21 juin 1905).
- 18 avril : Paul Hazoumé, ethnologue, chercheur, écrivain et homme politique béninois (° 16 avril 1890).
- 21 avril : Sohrab Sepehri, poète, écrivain et peintre iranien (° 7 octobre 1928).
- 22 avril : Cecil Dennis, homme politique libérien (° 21 février 1931).
- 24 avril : Alejo Carpentier, écrivain cubain (° 26 décembre 1904).
- 26 avril : Cicely Courtneidge, actrice, comédienne et chanteuse britannique (° 1er avril 1893).
- 28 avril : Andrija Anković, joueur et entraîneur de football yougoslave (° 16 juillet 1937).
- 29 avril : Alfred Hitchcock, cinéaste et réalisateur américain d'origine britannique (° 13 août 1899).
- 30 avril : Léon-Éli Troclet, homme politique belge (° 14 juin 1902).

### Mai
- 2 mai : André-Marie Mbida, homme d’État camerounais (° 1er janvier 1917).
- 4 mai : Josip Broz (Maréchal) président de la République fédérale socialiste de Yougoslavie (° 7 mai 1892).
- 8 mai : Ricardo Rodríguez Álvarez, footballeur espagnol (° 12 octobre 1918).
- 10 mai :
  - Henri Crémieux, comédien français (° 19 juillet 1896).
  - Emiel Faignaert, coureur cycliste belge (° 10 mars 1919).
- 11 mai : Zareh Mutafian, peintre français d'origine arménienne (° 15 mars 1907).
- 14 mai : Julien Moineau, coureur cycliste français (° 27 novembre 1903).
- 16 mai :  Edith Basch, peintre portraitiste hongroise (° 30 septembre 1895).
- 18 mai :
  - Ian Curtis, chanteur du groupe anglais Joy Division (° 15 juillet 1956).
  - Semyon Tchouikov, peintre russe puis soviétique (° 30 octobre 1902).
- 24 mai :
  - Jorge González Camarena, peintre et sculpteur mexicain (° 24 mars 1908).
  - Kim Jae-gyu, homme politique sud-coréen (° 9 avril 1924).
- 26 mai : André Tondu, peintre français (° 11 février 1903).
- 29 mai : Albert Beckaert, coureur cycliste belge (° 10 juin 1910).

### Juin
- 4 juin : Robert Fontené, peintre, graveur et illustrateur français de l'École de Paris (° 6 janvier 1892).
- 5 juin :
  - Giorgio Amendola, écrivain et homme politique italien (° 21 novembre 1907).
  - Antoine Delfosse, homme politique belge (° 25 juin 1895).
  - Elias Melul, joueur et entraîneur de football français (° 31 mars 1916).
- 7 juin : Henry Miller, écrivain américain (° 26 décembre 1891).
- 12 juin : Milburn Stone, acteur américain (° 5 juillet 1904).
- 15 juin :
  - Umberto Lilloni, peintre italien (° 1er mars 1898).
  - Sergio Pignedoli, cardinal italien de la curie romaine (° 4 juin 1910).
- 16 juin : Benoît Faure, coureur cycliste français (° 11 janvier 1899).
- 17 juin : Robert Jacquinot, coureur cycliste français (° 31 décembre 1893).
- 18 juin : André Leducq, coureur cycliste français (° 27 février 1904).
- 19 juin : Georges Hugon, compositeur français (° 23 juillet 1904).
- 20 juin : David Feuerwerker, rabbin et professeur d’histoire juive français  (° 2 octobre 1912).
- 23 juin :
  - Sanjay Gandhi, homme politique indien (° 14 décembre 1946).
  - Odile Versois, comédienne française (° 15 juin 1930).
- 28 juin : Yoshirō Irino, compositeur japonais (° 13 novembre 1921).
- 30 juin : Mizufune Rokushu, peintre japonais (° 26 mars 1912).

### Juillet
- 1er juillet : Jacques Borel, footballeur français (° 21 novembre 1959)[3].
- 3 juillet : Walter Ladengast, acteur autrichien (° 4 juillet 1899).
- 4 juillet : Maurice Grevisse, grammairien belge (° 7 octobre 1895).
- 7 juillet :
  - Pierre-Eugène Clairin, peintre, illustrateur, graveur et résistant français (° 14 mars 1897).
  - Reginald Gardiner, acteur britannique (° 27 février 1903).
- 8 juillet : Pierre Chartier, peintre français (° 5 décembre 1894).
- 10 juillet : Alfredo Sivocci, coureur cycliste italien (° 4 janvier 1891).
- 12 juillet :
  - Arsène Mersch, coureur cycliste luxembourgeois (° 14 décembre 1913).
  - Bea Orpen, peintre de paysage et de portrait et professeure irlandaise (° 7 mars 1913).
- 13 juillet : Pierre Falize, homme politique belge (° 13 mai 1927).
- 14 juillet : Ford Quint Elvidge, homme politique américain (° 20 novembre 1892).
- 15 juillet : Henri Martelli, compositeur français (° 25 février 1895).
- 17 juillet : Donald Barry, acteur et réalisateur américain (° 11 janvier 1912).
- 18 juillet : Juan José Calandria, peintre et sculpteur uruguayen (° 12 décembre 1902).
- 20 juillet : Oszkár Vilezsál, footballeur devenu entraîneur hongrois (° 17 septembre 1930).
- 22 juillet : Edward Henri Guyonnet, peintre français (° 24 avril 1885).
- 24 juillet :
  - Lucien Faucheux, coureur cycliste français (° 26 août 1899).
  - Peter Sellers, acteur britannique (° 8 septembre 1925).
- 25 juillet : Vladimir Vissotsky, chanteur russe (° 25 janvier 1938).
- 27 juillet : Mohammad Reza Pahlavi, Chah d'Iran, d'un cancer au Caire (° 26 octobre 1919).
- 28 juillet : Adolfo Grosso, coureur cycliste italien (° 17 décembre 1927).
- 30 juillet : Pascal Jardin, écrivain et dialoguiste français (° 14 mai 1934).

### Août
- 1er août : Patrick Depailler, coureur automobile F1 (° 9 août 1944).
- 6 août : Marino Marini, sculpteur et peintre italien (° 27 février 1901).
- 7 août : Hilde Goldschmidt, peintre allemande (° 7 septembre 1897).
- 10 août : Joško Vidošević, footballeur international yougoslave et croate (° 11 janvier 1935).
- 12 août : Fernand Guignier, peintre et sculpteur français (° 29 août 1902).
- 17 août : Robert Malaval, dessinateur, peintre et sculpteur français (° 29 juillet 1937).
- 20 août :
  - Joe Dassin, chanteur américain d'expression française (° 5 novembre 1938).
  - Camille Descossy, peintre et graveur français (° 24 mai 1904).
- 21 août :
  - Jennifer Nicks, patineuse artistique britannique (° 13 avril 1932).
  - Gaston Pottier, peintre français (° 14 mai 1885).
- 22 août :
  - Max-Pol Fouchet, poète, écrivain, critique d'art et homme de télévision français (° 1er mai 1913).
  - Norman Shelley, acteur anglais (° 16 février 1903).
- 25 août :
  - Gower Champion, acteur, danseur, chorégraphe et metteur en scène américain (° 22 juin 1919).
  - Joseph Godber, homme politique britannique (° 17 mars 1914).
  - Guy-David, peintre français (° 20 décembre 1911).
  - Yvonne Maisonneuve, fondatrice canadienne de l'association La Chaînon (° 23 avril 1903).
- 26 août : Tex Avery, réalisateur et créateur de dessins animés américain (° 26 février 1908).
- 28 août : Lester Dorr, acteur américain (° 8 mai 1893).

### Septembre
- 3 septembre : Duncan Renaldo, acteur roumaine naturalisé américain (° 23 avril 1904).
- 4 septembre :
  - Erast Garine, acteur et réalisateur russe puis soviétique (° 10 novembre 1902).
  - Gaston Bonheur, écrivain et journaliste français (° 27 novembre 1913).
- 5 septembre : Barbara Fallis, danseuse de ballet américaine (° 1942).
- 8 septembre : Maurice Genevoix, écrivain français (° 29 novembre 1890).
- 9 septembre : John Howard Griffin, écrivain et journaliste américain (° 16 juin 1920).
- 10 septembre : Ernest Neuhard, coureur cycliste français (° 10 novembre 1903).
- 15 septembre : Bill Evans, pianiste de jazz américain (° 16 août 1929).
- 16 septembre : Jean Piaget, psychologue et épistémologue suisse (° 9 août 1896).
- 17 septembre : Emilio Petiva, coureur cycliste italien (° 30 janvier 1890).
- 22 septembre : Margaret Cossaceanu, sculptrice française d'origine roumaine (° 4 janvier 1893).
- 25 septembre : John Bonham, batteur du groupe Led Zeppelin (° 31 mai 1948).
- 27 septembre : Jacques Favart, patineur artistique français et président de l'International Skating Union (° 30 juillet 1920).
- 29 septembre : Hélène Dieudonné, comédienne (° 24 décembre 1884).

### Octobre
- ? octobre : Dorothy Blum, informaticienne et crypto analyste américaine (° 21 février 1924).
- 3 octobre : Georges Brisson, peintre, graveur et céramiste français (° 15 mars 1902).
- 4 octobre : Piotr Macherov, homme politique soviétique (° 26 février 1918).
- 6 octobre : Jean Robic, coureur cycliste français (° 10 juin 1921).
- 9 octobre : René Besset, peintre français (° 3 mai 1900).
- 10 octobre : Mai-Thu, peintre français d'origine vietnamienne (° 10 novembre 1906).
- 11 octobre : Albert Vandel, zoologiste et biospéologue français (° 26 décembre 1894).
- 17 octobre :
  - René Gouast, peintre français (° 12 août 1897).
  - Ivan da Silva-Bruhns, peintre et décorateur français (° 1881).
- 21 octobre ou  31 octobre : Edelmiro Julián Farrell, militaire argentin (° 12 février 1887).
- 23 octobre : Auguste Trémont, peintre et sculpteur luxembourgeois (° 31 décembre 1892).
- 26 octobre : Ludomir Sleńdziński,  peintre figuratif, sculpteur et pédagogue polonais (° 29 octobre 1889).
- 27 octobre : Steve Peregrin Took, musicien britannique (° 28 juillet 1949).
- 31 octobre : Joseph Pé, coureur cycliste belge (° 1er décembre 1891).

### Novembre
- 1er novembre :
  - Georges Capon, peintre, graveur, lithographe, aquafortiste et affichiste français (° 7 avril 1890).
  - Victor Sen Yung, acteur américain (° 18 octobre 1915)
- 6 novembre :  Ali Benouna, footballeur français d'origine algérienne (° 23 juillet 1907).
- 7 novembre : Steve McQueen, acteur américain (° 24 mars 1930).
- 9 novembre : Toyen, peintre surréaliste austro-hongroise puis tchécoslovaque (° 21 septembre 1902).
- 11 novembre :
  - Henri Olive-Tamari, peintre, graveur, céramiste et poète français (° 11 août 1898).
  - Gueorgui Vinogradov, ténor lyrique soviétique (° 16 novembre 1908).
- 12 novembre : Daniel Thuayre, coureur cycliste français (° 12 mars 1924).
- 14 novembre :
  - Nick Dennis, acteur américain (° 26 avril 1904).
  - Pierre Magne, coureur cycliste français (° 7 novembre 1906).
- 15 novembre :
  - Jacques Maret, peintre, graveur, illustrateur et poète français (° 27 septembre 1900).
  - Emilio Pujol, guitariste, compositeur et pédagogue espagnol (° 7 avril 1886).
- 22 novembre : Mae West, actrice américaine (° 17 août 1893).
- 24 novembre : Jeanne Matthey, joueuse de tennis française (° 25 janvier 1886).
- 26 novembre : Richard Oelze, peintre allemand (° 29 juin 1900).
- 27 novembre : Vladimir Naïditch, peintre français de l'École de Paris (° 26 août 1903).
- 28 novembre :
  - Keith Caldwell, as et militaire néo-zélandais (° 16 octobre 1895).
  - Nahum Gutman, peintre, sculpteur et auteur israélien (° 15 octobre 1898).

### Décembre
- 2 décembre : Romain Gary, écrivain français, Prix Goncourt (° 8 mai 1914).
- 4 décembre : Edouard Ramonet, homme politique français (° 14 septembre 1909).
- 5 décembre : Mary Lavater-Sloman, femme de lettres suisse d'expression allemande (° 14 décembre 1891).
- 7 décembre : Thérèse Ott, peintre française (° 13 novembre 1896).
- 8 décembre :
  - John Lennon, chanteur britannique, membre des Beatles (° 9 octobre 1940).
  - Werner Zurbriggen, peintre et graphiste suisse (° 6 octobre 1931).
- 12 décembre : Jean Lesage, avocat canadien, procureur de la Couronne de la province de Québec et Premier ministre du Québec (° 10 juin 1912).
- 13 décembre : Kiyoshi Hasegawa, peintre et graveur japonais († 9 décembre 1891).
- 14 décembre :
  - Émile Lahner, peintre, graveur et sculpteur français d'origine hongroise (° 22 septembre 1893).
  - Guido Landra, anthropologue et théoricien du racisme italien (° 16 février 1913).
- 15 décembre : Lélia Constance Băjenesco, première femme radioamatrice de Roumanie (° 21 mai 1908).
- 18 décembre : Héctor José Cámpora, homme politique argentin (° 26 mars 1909).
- 19 décembre : Enric Rabassa, entraîneur de football espagnol (° 19 avril 1920).
- 20 décembre : Tom Waring, footballeur international anglais (° 12 octobre 1906).
- 21 décembre : Marc Connelly, dramaturge, librettiste, lyriciste, metteur en scène, producteur de cinéma, acteur, réalisateur et scénariste américain (° 13 décembre 1890).
- 23 décembre :  
  - Jan Vaerten, peintre belge (° 5 août 1909).
  - Joaquin Valle, footballeur espagnol (° 18 avril 1916).
- 24 décembre : Karl Dönitz, Großadmiral et homme d'État allemand (° 16 septembre 1891).
- 26 décembre :
  - Giuseppe Balbo,  peintre italien (° 1er août 1902).
  - Marcel Gébelin , footballeur puis entraîneur français (° 24 juin 1907)[4].
- 29 décembre :
  - Roy Engel, acteur américain (° 13 septembre 1913).
  - Luigi Lucotti, coureur cycliste italien (° 10 décembre 1893).
- 31 décembre : Raoul Walsh, cinéaste américain (° 11 mars 1887).